# 斯坦尼斯拉夫·戈莫兹科夫
斯坦尼斯拉夫·尼古拉耶维奇·戈莫兹科夫（俄語：Станислав Николаевич Гомозков，1948年8月3日—），苏联男子乒乓球运动员。他曾获得1枚世界乒乓球锦标赛金牌和4枚欧洲乒乓球锦标赛金牌。